# (3434) Hurless
(3434) Hurless (1981 VO) – planetoida z pasa głównego asteroid okrążająca Słońce w ciągu 4,29 lat w średniej odległości 2,64 j.a. Odkrył ją Brian Skiff 2 listopada 1981 roku.